# Atyphopsis
Atyphopsis är ett släkte av fjärilar. Atyphopsis ingår i familjen björnspinnare.
Kladogram enligt Catalogue of Life:
| Atyphopsis | \| \| Atyphopsis modesta \| \| \| \| \| \| Atyphopsis roseiceps \| \| \| \| |
|            | \| \| Atyphopsis modesta \| \| \| \| \| \| Atyphopsis roseiceps \| \| \| \| |
|            | Atyphopsis modesta                                                          |
|            |                                                                             |
|            | Atyphopsis roseiceps                                                        |
|            |                                                                             |